# Draft NFL 1984
Il Draft NFL 1984 si è tenuto dal 1° al 2 maggio 1984. La lega tenne anche un draft supplementare speciale per giocatori che avevano già firmato con la United States Football League e la Canadian Football League il 5 giugno 1984.

## Primo giro
|  | = Pro Bowler |

| Scelta # | Squadra                                              | Giocatore         | Ruolo              | College              |
| -------- | ---------------------------------------------------- | ----------------- | ------------------ | -------------------- |
| 1        | New England Patriots(da Tampa Bay via Cincinnati)    | Irving Fryar      | Wide receiver      | Nebraska             |
| 2        | Houston Oilers                                       | Dean Steinkuhler  | Offensive tackle   | Nebraska             |
| 3        | New York Giants                                      | Carl Banks        | Outside linebacker | Michigan State       |
| 4        | Philadelphia Eagles                                  | Kenny Jackson     | Wide Receiver      | Penn State           |
| 5        | Kansas City Chiefs                                   | Bill Maas         | Nose tackle        | Pitt                 |
| 6        | San Diego Chargers                                   | Mossy Cade        | Defensive back     | Texas                |
| 7        | Cincinnati Bengals                                   | Ricky Hunley      | Linebacker         | Arizona              |
| 8        | Indianapolis Colts                                   | Leonard Coleman   | Safety             | Vanderbilt           |
| 9        | Atlanta Falcons                                      | Rick Bryan        | Defensive end      | Oklahoma             |
| 10       | New York Jets                                        | Russell Carter    | Safety             | Southern Methodist   |
| 11       | Chicago Bears                                        | Wilber Marshall   | Outside Linebacker | Florida              |
| 12       | Green Bay Packers                                    | Alphonso Carreker | Defensive End      | Florida State        |
| 13       | Minnesota Vikings                                    | Keith Millard     | Defensive tackle   | Washington State     |
| 14       | Miami Dolphins(da Buffalo)                           | Jackie Shipp      | Inside Linebacker  | Oklahoma             |
| 15       | New York Jets(da New Orleans)                        | Ron Faurot        | Defensive End      | Arkansas             |
| 16       | Cincinnati Bengals(da New England)                   | Pete Koch         | Defensive End      | Maryland             |
| 17       | St. Louis Cardinals                                  | Clyde Duncan      | Wide Receiver      | Tennessee            |
| 18       | Cleveland Browns                                     | Don Rogers        | Defensive Back     | UCLA                 |
| 19       | Indianapolis Colts(da Denver)                        | Ron Solt          | Guardia            | Maryland             |
| 20       | Detroit Lions                                        | David Lewis       | Tight end          | California           |
| 21       | Kansas City Chiefs(dai L.A. Rams)                    | John Alt          | Offensive Tackle   | Iowa                 |
| 22       | Seattle Seahawks                                     | Terry Taylor      | Cornerback         | Southern Illinois    |
| 23       | Pittsburgh Steelers                                  | Louis Lipps       | Wide Receiver      | Southern Mississippi |
| 24       | San Francisco 49ers                                  | Todd Shell        | Linebacker         | Brigham Young        |
| 25       | Dallas Cowboys                                       | Billy Cannon      | Linebacker         | Texas A&M            |
| 26       | Buffalo Bills(da Miami)                              | Greg Bell         | Running Back       | Notre Dame           |
| 27       | New York Giants(da Washington)                       | William Roberts   | Guard              | Ohio State           |
| 28       | Cincinnati Bengals(dai L.A. Raiders via New England) | Brian Blados      | Offensive Tackle   | North Carolina       |